# Groß Lindow
Groß Lindow é um município da Alemanha, situado no distrito de Oder-Spree, no estado de Brandemburgo. Tem 15,26 km² de área, e sua população em 2019 foi estimada em 1.702 habitantes.